# Trifidnevel
De Trifidnevel (M20) is een diffuse nevel in het sterrenbeeld Schutter (Sagittarius). Het hemelobject werd op 5 juni 1764 door Charles Messier ontdekt, die hem als nummer 20 in zijn catalogus opnam. De naam werd gegeven door John Herschel vanwege de drie lobben die deze nevel lijkt te hebben. De centrale ster die de nevel doet oplichten is een drievoudig systeem en alle drie sterren zijn extreem heet, de belangrijkste ster behoort tot spectraalklasse O5.
De Trifidnevel is niet erg helder: er is een telescoop nodig om hem te kunnen zien als een ster met een nevelachtige omgeving.

## Ecliptica
Het zuidelijk gedeelte van Messier 20 bevindt zich betrekkelijk dicht bij de Ecliptica, hetgeen betekent dat het, vanaf de Aarde gezien, regelmatig bezoek krijgt van de planeten van het Zonnestelsel, alsook bedekt kan worden door de Maan.